# Helicops petersi
Helicops petersi — вид змій родини полозових (Colubridae). Ендемік Еквадору.

## Поширення і екологія
Helicops petersi мешкають на східних схилах Еквадорських Анд, від Пастаси до Сукумбіоса, та у прилеглих районах Амазонії. Вони живуть у вологих тропічних лісах, на берегах приток великих річок та озер. Зустрічаються на висоті від 300 до 1790 м над рівнем моря. Ведуть водний спосіб життя, живляться рибою.

## Збереження
МСОП класифікує стан збереження цього виду як близький до загрозливого. Helicops petersi загрожує знищення природного середовища.